# Boliden (Ort)
Boliden ist ein Ort (tätort) in der schwedischen Provinz Västerbottens län.

## Lage
Der Ort in der Gemeinde Skellefteå liegt etwa 30 Kilometer Luftlinie nordwestlich von Skellefteå und südöstlich des Sees Bastuträsket und des ihm entfließenden Klintforsån, der in Skellefteå von links in den Skellefteälven mündet. Nördlich wird Boliden von der Silberweg (Silvervägen) genannten Reichsstraße 95 umgangen, die von Skellefteå über Arvidsjaur und Arjeplog nach Norwegen führt. Bei Boliden zweigt die Provinzstraße 370 (Guldvägen) über Malå nach Holmfors am Vindelälven ab.

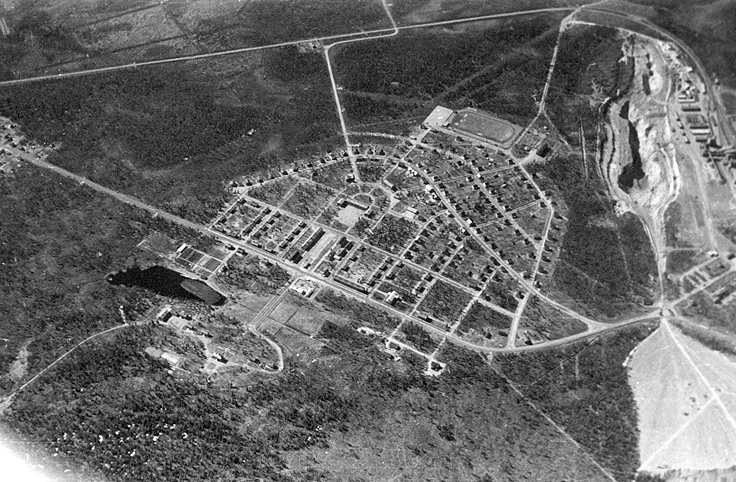
Boliden auf einem Luftbild von 1939
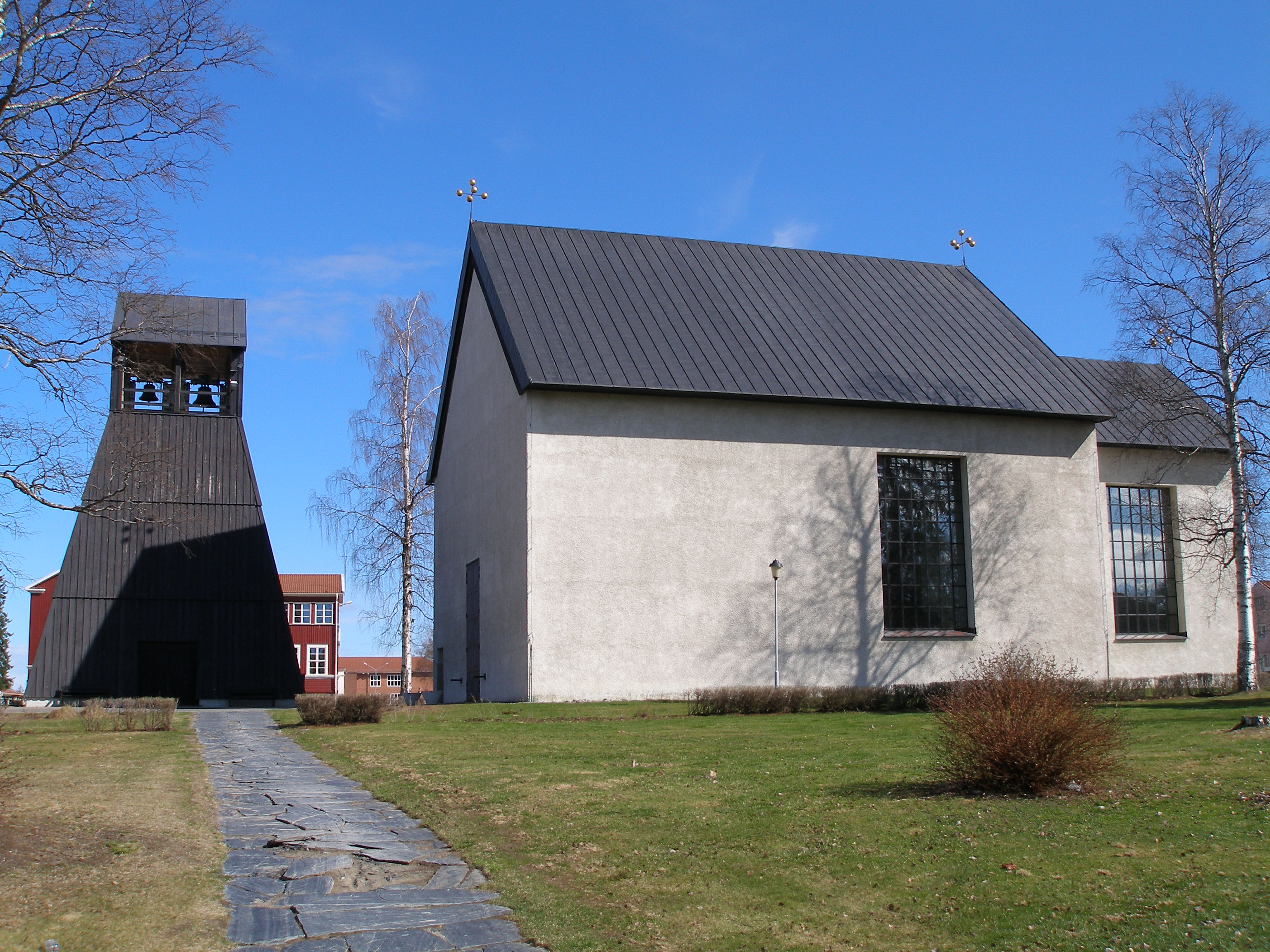
Bolidens kyrka von 1960
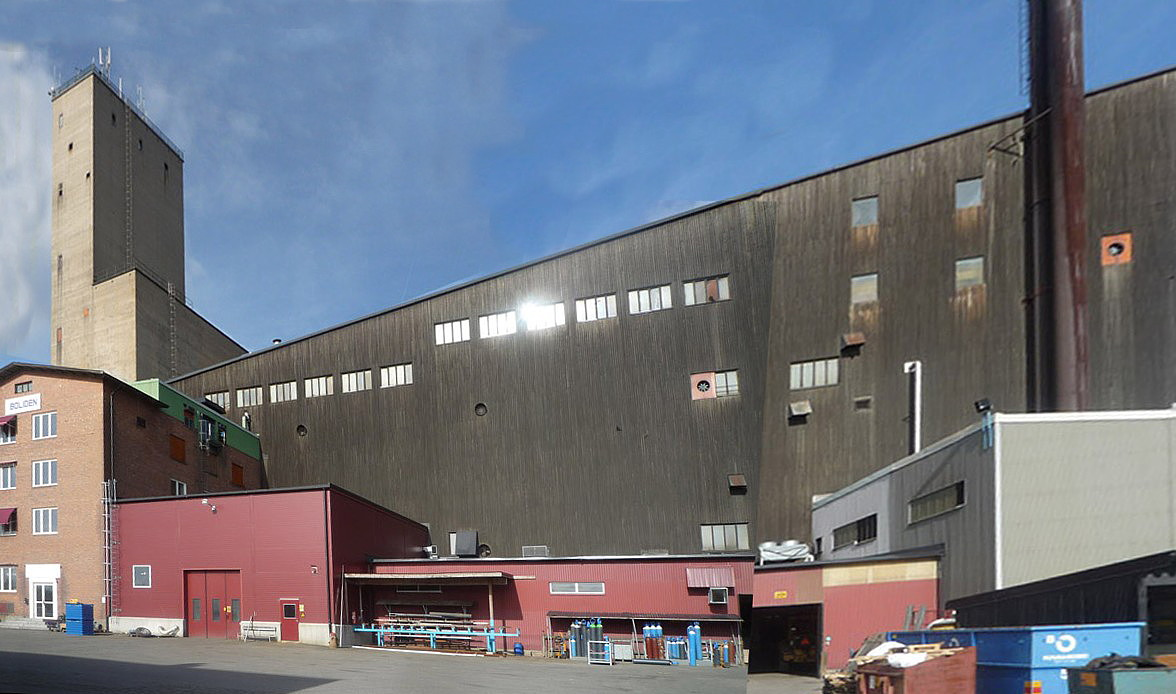
Anreicherungsfabrik der New Boliden AB

## Geschichte und Wirtschaft
Die Geschichte des Ortes beginnt mit der Entdeckung eines bedeutenden Golderzvorkommens mit einem hohen Goldgehalt von bis zu 15 Gramm pro Tonne Erz Ende 1924. Bereits im folgenden Jahr wurde mit dem Bau eines Bergwerkes und der zugehörigen Siedlung begonnen, deren Bezeichnungen auf die einige Kilometer südlich gelegene Ansiedlung Bjurliden am See Bjurlidträsket zurückgehen, deren Name in der genutzten schwedischen Generalstabskarte falsch als Boliden gedruckt war. Das Bergwerk nahm seinen Betrieb 1926 auf; das erste geförderte Erz wurde zur Verarbeitung nach Deutschland transportiert. Die Siedlung wurde bis gegen Ende der 1920er-Jahre nach einem regelmäßigen Plan und Gebäudeentwürfen der Architekten John Åkerlund und Tage William-Olsson errichtet. 1928/1929 entstand eine Eisenbahnstrecke nach Slind an der Strecke von Bastuträsk (an der Nordlandbahn) nach Skellefteå, über die das Erz nach Rönnskär bei Skelleftehamn an der Ostseeküste zur Verhüttung und Verschiffung abtransportiert wurde. Die Werke in Rönnskär für die Erzeugung verschiedener Metalle sowie von Schwefelsäure aus den in und um Boliden geförderten Erzen nahmen ihren Betrieb 1930, 1942 und 1952 auf.
1943 ging die mit 96 Kilometern längste Luftseilbahn der Erde in Betrieb, mit der das Erz der 1940 angelegten Grube Kristineberg nach Boliden transportiert und dort in die Eisenbahn umgeladen wurde. 1954 erfolgte mit der Errichtung eines neuen Werkes die Verlagerung der Erzanreicherung von Rönnskär nach Boliden. 1967 war die Lagerstätte Boliden weitgehend erschöpft, sodass das Bergwerk nach der Förderung von 8,3 Millionen Tonnen Erz geschlossen wurde, aus denen in einem Zeitraum von gut 40 Jahren 128 Tonnen Gold, 411 Tonnen Silber, 118.000 Tonnen Kupfer und 566.000 Tonnen Arsen sowie andere Produkte erzeugt worden waren. Die Anreicherungsfabrik der New Boliden AB ist aber weiterhin in Betrieb, verarbeitet Erz aus in der Region liegenden Bergwerken Kristineberg und Renström/Petiknäs sowie den Tagebauen Maurliden und Maurliden Östra und ist der wichtigste Arbeitgeber des Ortes. Trotzdem sank die Einwohnerzahl seit Einstellung des Bergbaus in Boliden selbst Ende der 1960er-Jahre um etwa 40 Prozent.

## Sehenswürdigkeiten
Im ursprünglichen Verwaltungsgebäude des Bergwerks, dem ersten größeren im Ort errichteten Gebäude, befand sich von 1995 bis 2012 der Bergrum Boliden, ein der Geologie des Gebietes und der Geschichte des Bergbaus gewidmetes Museum. Im Museum waren auch einige der in den Erzgruben des Gebietes gefundene Minerale zu sehen. Zu den Mineralen aus Boliden gehören seltene wie Klockmannit und Sternbergit, aber auch Boulangerit, das alternativ nach dem Fundort Boliden auch Bolidenit genannt wird. Ein neues Museum soll im Sommer 2014 öffnen.
Zu den Sehenswürdigkeiten des Ortes zählt auch die 1960 geweihte schlichte Kirche (Bolidens kyrka) des bekannten Architekten Peter Celsing (1920–1974). Die nach Einstellung ihres Betriebes 1987 für den Personentransport als Touristenattraktion umgebaute frühere Erzseilbahn von Kristineberg ist heute noch 13,6 Kilometer lang, allerdings nicht bei Boliden, sondern beim 50 Kilometer westlich gelegenen Norsjö.